# 後藤純男
後藤 純男（ごとう すみお、1930年1月21日 - 2016年10月18日は、日本画の画家。

## 人物
昭和5年（1930年）、千葉県東葛飾郡木間ヶ瀬村（現野田市）に生まれる。昭和7年（1932年） に埼玉県北葛飾郡金杉村（現松伏町）へ転居。昭和61年（1986年）に内閣総理大臣賞を受賞、昭和63年（1988年）から平成9年（1997年）まで東京藝術大学美術学部の教授を務めた。平成18年（2006年）に旭日小綬章受章。平成28年（2016年）に日本芸術院賞・恩賜賞を受賞する。 
歌人の米川千嘉子は姪。 
2016年10月18日、敗血症により死去。86歳没。

## 略歴
- 1930年 千葉県東葛飾郡木間ヶ瀬村（現・野田市）の真言宗豊山派の住職後藤幸男の子として生まれる。
- 1932年 埼玉県金杉村（現・松伏町）へ転居。
- 1942年 金杉小学校を卒業する。同年、父後藤幸男が母校で英語教員を務めていた旧制豊山中学校(現日本大学豊山高等学校)に入学し片道2時間かけて通学した。
- 1945年 後藤幸男が粕壁中学の英語教員に転任すると一緒に旧制埼玉県立粕壁中学校(現春日部高等学校)第4学年へ転入する。
- 1946年 山本丘人に師事。 粕壁中学校卒業後、東京美術学校を受験するが入学は叶わなかった。
- 1949年 田中青坪に師事。
- 1952年 再興第37回日本美術院展覧会（院展）に初入選。5年間の教員生活を終える。
- 1954年 日本美術院院友に推挙。
- 1955年 約8年間の関西、四国における真言宗の寺を巡るスケッチ旅行を始める。
- 1965年 再興第50回日本美術院展覧会で日本美術院賞・大観賞を受賞。日本美術院特待に推挙。
- 1969年 再興第54回日本美術院展覧会で日本美術院賞・大観賞を受賞。
- 1974年 日本美術院同人に推挙。
- 1976年 再興第61回日本美術院展覧会で文部大臣賞を受賞。
- 1981年 ネスカフェ・ゴールドブレンド「違いがわかる男」のコマーシャルに出演。
- 1982年 中国の西安美術学院名誉教授に就任。
- 1986年 再興第71回日本美術院展覧会で内閣総理大臣賞を受賞。
- 1987年 北海道空知郡上富良野町にアトリエを構える。
- 1988年 東京藝術大学美術学部教授に就任。
- 1993年 真言宗豊山派の総本山長谷寺に襖絵「夏冬山水」を奉納。
- 1995年 パリ・三越エトワールにて「後藤純男展」を開催。
- 1997年 東京藝術大学教授を退官。北海道空知郡上富良野町に後藤純男美術館を開館。
- 1999年 千葉県銚子市の犬吠駅に後藤純男美術館を開館（2004年1月30日閉館）。
- 2002年 埼玉県北葛飾郡松伏町の名誉町民となる。
- 2006年 旭日小綬章を受章。
- 2014年5月10日　大分県玖珠郡九重町の九州芸術の杜内に常設で後藤純男リトグラフ館を開館（原画とリトグラフ）。
- 2016年 日本芸術院賞・恩賜賞を受賞。東京藝術大学名誉教授の称を受ける。千葉県流山市の名誉市民第一号となる。10月、敗血症により死去。